# Anneville-en-Saire
Anneville-en-Saire es una comuna francesa situada en el departamento de Mancha, de la región de Normandía.
Los habitantes se llaman Annevillais y Annevillaises.

## Geografía
Está ubicada a 25 km al este de Cherburgo-en-Cotentin.

## Demografía
| 435 | 425 | 407 | 374 | 345 | 324 | 369 | 397 |
| Para los censos de 1962 a 1999 la población legal corresponde a la población sin duplicidades (Fuente: INSEE [Consultar]) |     |     |     |     |     |     |     |